# Antonella Ferrari del Sel
Antonella Ferrari del Sel (San Juan, 6 de abril de 1997) es una actriz argentina de televisión y cine conocida por sus actuaciones en ficciones como El Marginal, 100 días para enamorarse, Historias invisibles y El perfecto David entre otras.

## Biografía
Antonella nació en la Provincia de San Juan y al año de vida su familia se mudó a la Ciudad de Buenos Aires donde creció y se formó en la actuación. Vivió con sus padres y su hermana, la bailarina y acróbata Kiki Ferrari y actualmente reside en Nueva York, Estados Unidos, con su esposo Tomas Alvarez, guionista y actor. Periódicamente viaja a la Argentina a ver su familia y atender sus compromisos laborales.

## Carrera
A los 8 años manifestó su interés por la actuación y realizó sus primeras publicidades televisivas y gráficas. A partir del 2007 continuó su formación tomando clases con Hugo Midón en el taller Río Plateado. Posteriormente ingresó al Actors Studio y desarrolló su carrera actoral y formación bajo la guía de la actriz y docente Dora Baret, mientras además realizaba sus estudios universitarios en la carrera de Artes Visuales en la Universidad Nacional de las Artes (UNA).
Durante su infancia y adolescencia realizó numerosas publicidades para primeras marcas como Coca Cola y Unilever, y cortometrajes cinematográficos como “La Tranquera”, de la directora y actriz Paola Sallustro, y “Mi papá, el golpeador” junto a Renato Quattordio. Su debut televisivo fue en 2017 protagonizando a Carla en la segunda temporada de la serie policial El Marginal producida por la productora Underground Producciones. Poco después se incorporó al elenco de la exitosa telenovela 100 días para enamorarse, producida por Underground Producciones para Telefe, en el rol de la irreverente Charo, mostrando su increíble habilidad para interpretar personajes complejos y muy diversos.
Su debut en el cine fue en 2021 en el film El perfecto David. Ese mismo año filma la comedia Todos tenemos un muerto en el placard o un hijo en el closet junto a Facundo Gambandé  y María Fernanda Callejón  con buena recepción del público y la crítica. En 2023 protagoniza con Iñaki Aldao el papel de la dulce Sibila en Un bosque en silencio, filmada en la localidad de Tolhuin, Tierra del Fuego junto a Víctor Laplace y Andrea Bonelli.
En 2024 protagoniza el thriller Historias invisibles, filmada en la provincia de Mendoza.

## Cine
| Año  | Título                                                       | Personaje | Director/a            |
| ---- | ------------------------------------------------------------ | --------- | --------------------- |
| 2021 | El perfecto David                                            | Micaela   | Felipe Gómez Aparicio |
| 2021 | Todos tenemos un muerto en el placard o un hijo en el closet | Clari     | Nicolás Teté          |
| 2023 | Un bosque en silencio                                        | Sibila    | Alex Tossenberger     |
| 2024 | Historias invisibles                                         | Cecilia   | Guillermo F. Navarro  |

## Televisión
| Año  | Título                    | Papel   | Notas |
| ---- | ------------------------- | ------- | ----- |
| 2017 | El marginal               | Carla   |       |
| 2018 | Cien días para enamorarse | Charo   |       |
| 2022 | El hincha                 | Julieta |       |

## Cortometrajes
| Año  | Título                       | Autor                     |
| ---- | ---------------------------- | ------------------------- |
| 2006 | Renatos                      | CIEVYC                    |
| 2006 | La tranquera                 | Paola Salustro            |
| 2006 | Mi papá, el golpeador        | Universidad de Cine (FUC) |
| 2007 | El Altillo                   | Brenda Barroero           |
| 2007 | Eva cuando no puede recordar | Universidad de Cine (FUC) |

## Publicidades
| Año  | Nombre                  | Marca           | Rol           | Países                  |
| ---- | ----------------------- | --------------- | ------------- | ----------------------- |
| 2006 | Pulsera                 | Bimbo           | Coprotagónico | México y América Latina |
| 2007 | Himno                   | Gatorade        | Coprotagónico | Argentina               |
| 2008 | Fly Boy                 | Dog Chow,       | Coprotagónico | América Latina          |
| 2008 | Kids                    | Knorr           | Coprotagónico | Caribe                  |
| 2008 | Bazooka Tornado         | Bazooka         | Coprotagónico | Ejemplo                 |
| 2010 | Lunes                   | Coca Cola       | Coprotagónico | Argentina               |
| 2013 | Ricas en todo           | Fargo           | Secundario    | Argentina               |
| 2013 | Victory Hispanic Market | Famous Footwear | Secundario    | USA, Canadá             |
| 2013 | Smile                   | Famous Footwear | Protagónico   | USA, Canadá             |
| 2016 | ¿Porqué tengo 4G?       | Movistar        | Grupal        | Argentina               |
| 2016 | Estamos despiertos      | Coca Cola       | Secundario    | Argentina               |